# انگشت
هر یک از اجزای متحرک پنجهٔ دست یا پای انسان یا جانور را «اَنْگُشْت» گویند. بسیاری از مهره‌داران نیز مانند انسان، انگشت دارند مانند میمون، راکون، قورباغه و …. انسان به صورت معمول در هر دست یا پا پنج انگشت دارد.
در زبان انگلیسی برای انگشت دست و پا دو واژهٔ مختلف استفاده می‌شود (به ترتیب: finger و toe) ولی واژهٔ digit به هر دو اشاره دارد (هم دست و هم پا). این در حالیست که در بسیاری از زبان‌های دیگر نیز همانند فارسی برای انگشت تنها یک واژه دارند و فرق بین دست و پا را به صورت «انگشت دست» و «انگشت پا» بیان می‌دارند؛ اسپانیایی، پرتغالی، ایتالیایی، تاگالوگ، چکی، روسی و لهستانی از آن جمله‌اند.
نام اَنگُشت‌ها
هریک از انگشتان، نام ویژه‌ای دارند:
- نخست: انگشت شست (همچنین: انگشت ابهام)
- دوم: انگشت نشانه نام دارد که به آن انگشت اشاره و انگشت سَبّابه یا دشنامی نیز گویند. (همچنین: انگشت مُسَبَّحه به معنای مهره‌های تسبیح، انگشت شهادت)
- سوم: انگشت میانی (همچنین: انگشت میانه، انگشت وُسطا)
- چهارم: انگشت انگشتری یا انگشت حلقه (همچنین: انگشت دیگر، انگشت بِنصِر)
- پنجم: انگشت کوچک یا انگشت خُرد (همچنین: انگشت خِنصِر).[۱]

## انگشتان دست

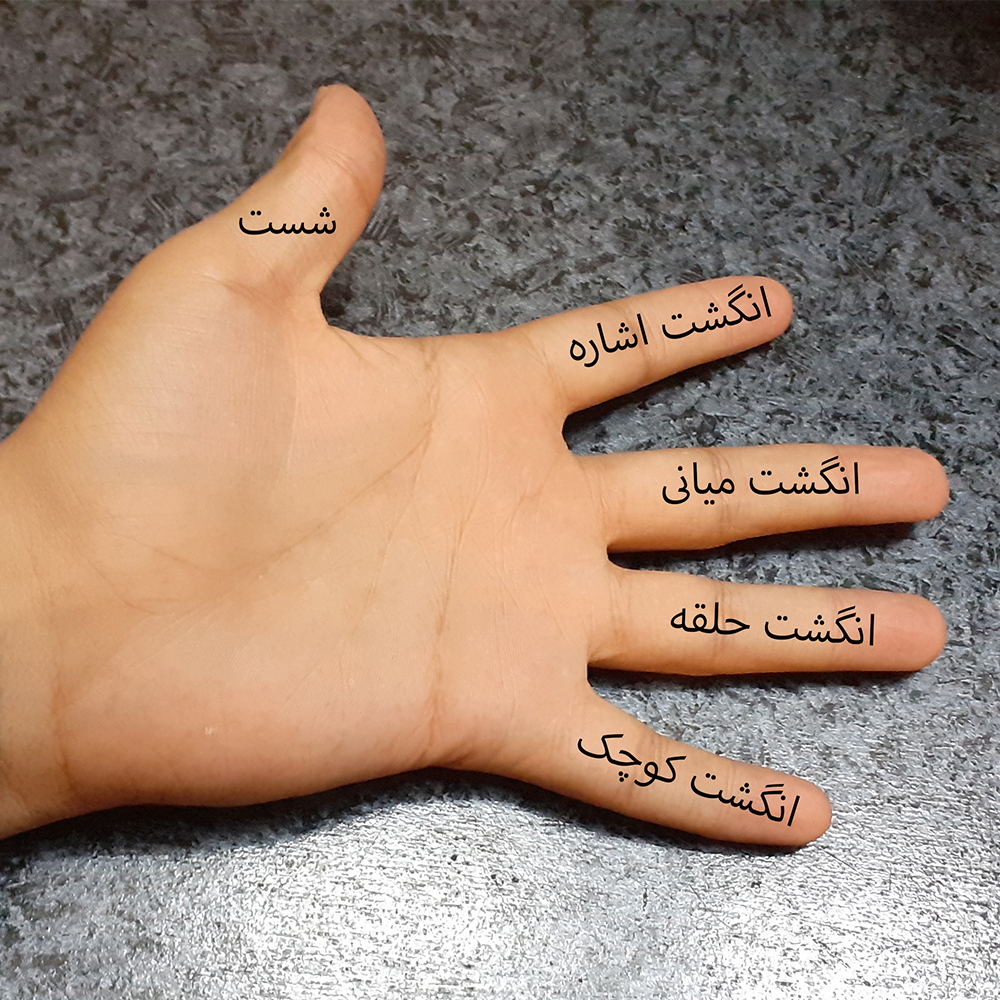
انگشتان دست

انگشتان هر دست پنج عدد و در مجموع ده عدد هستند که به ترتیب از سمت انگشت شست: انگشت شست، انگشت نشانه یا اشاره، انگشت میانی، انگشت انگشتری یا حلقه و انگشت کوچک نامیده می‌شوند.
در انسان نسبت اندازه انگشت حلقه و اشاره یک دودیسی جنسی است: به‌طور کلی و میانگین، در مردان؛ انگشت اشاره کوچکتر از انگشت حلقه است و در زنان؛ انگشت نشانه بزرگتر از انگشت حلقه است.

## انگشتان پا
شمار انگشتان پا نیز همانند انگشتان دست است و هر پا پنج انگشت و در مجموع ده انگشت دارد. انگشتان پا کوتاه‌تر از انگشتان دست هستند.